# Seiya Tsutsumi
Seiya Tsutsumi est un boxeur japonais né le 24 décembre 1995 à Kumamoto.

## Carrière
Passé professionnel en 2018, il devient champion du Japon des poids coqs en 2022 puis champion du monde WBA de la catégorie le 13 octobre 2024 après sa victoire aux points contre Takuma Inoue.

## Référence
1. ↑  (en) Takuma Inoue vs. Seiya Tsutsumi (boxrec.com)